# 4916 Брумберґ
4916 Брумберґ (4916 Brumberg) — астероїд головного поясу, відкритий 10 серпня 1970 року.
Тіссеранів параметр щодо Юпітера — 3,205.